# جورج مک‌کیب
جورج مک‌کیب (انگلیسی: George McCabe؛ ۱۳ مارس ۱۹۲۲ – ژانویه ۲۰۰۱) داور فوتبال اهل انگلستان بود.
وی داور مسابقاتی مهمی همچون جام جهانی فوتبال ۱۹۶۶ و فینال جام حذفی فوتبال انگلستان ۱۹۶۹ بوده است.